# Фистбол

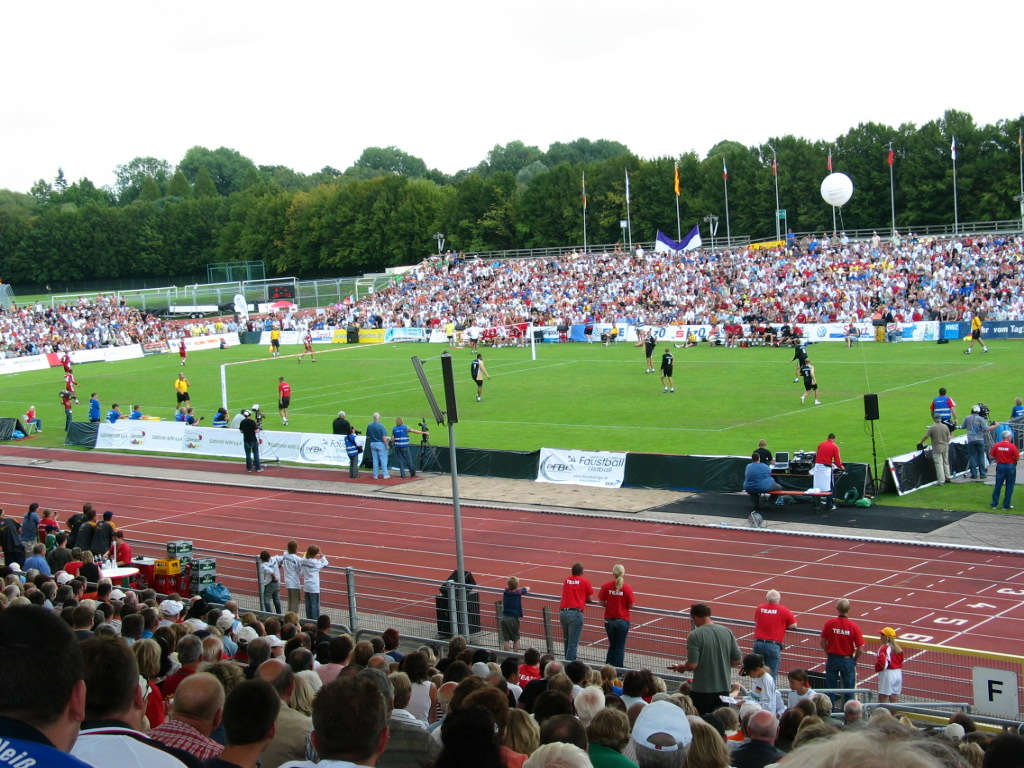
Матч Чемпионата мира по фистболу

Фистбо́л (англ. Fistball, «кулачный мяч») — популярный командный вид спорта, игра на разделённой пополам сеткой или лентой травяной площадке (размером 50 × 20 метров), в которой две команды, находящиеся по разные стороны сетки, перебрасывают через неё мяч, как правило, руками, с целью приземлить его на чужой половине и не допустить более однократного касания мяча на своей половине площадки. Игроки имеют право допустить до 3 касаний мяча руками и одного касания мяча земли, причём после каждого удара или паса (в одном розыгрыше очка). Игра ведётся до победы в пяти сетах, каждый сет играется до 11 очков.
Аналог фистбола впервые был упомянут в одной из речей римского императора Гордиана III в 240 году нашей эры, первые официальные правила игры были опубликованы в Италии в 1555 году, по этой причине игру иногда называют «итальянской лаптой».

## Правила
Соревнования по фистболу, как правило, проводятся на открытом воздухе, реже в залах. Игра проходит на площадке размерами 20 на 50 метров, поделенной пополам белой линией шириной 6 сантиметров, над которой на высоте 2 метров натянута лента или сетка. На расстоянии трёх метров от сетки на поле проведены 2 линии на каждой из половин поля. Мяч для игры сделан из кожи, максимальная длина окружности 68 сантиметров, вес 380 грамм, накачивается до 0,75 бар. Игра ведётся до победы в пяти сетах, каждый сет играется до 11 очков (аналогично волейбольным правилам).

## Соревнования
Главным международным соревнованием по фистболу, является Чемпионат мира, проводимый раз в четыре года. Первый чемпионат мира среди мужчин был проведен в 1958 году в Австрии, первыми чемпионами мира стали спортсмены сборной Западной Германии. Первый Чемпионат мира среди женщин был проведен в 1994 году в Аргентине, первыми чемпионками стали спортсменки Германии. Лидирующие позиции, как среди мужских, так и среди женских сборных, удерживают Австрия, Бразилия и Германия.
Действующими чемпионами мира, как среди мужчин (2017 год), так и среди женщин (2018 год), являются сборные Германии.